# 칼 저메인

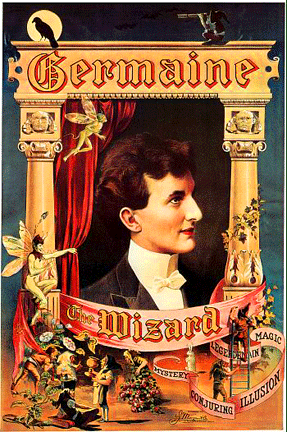
1902년경 칼 저메인 마술 쇼 포스터

칼 저메인(영어: Karl Germain, 1878년 2월 12일 ~ 1959년 8월 9일)은 미국의 마술사이자 변호사이다. 찰스 맷뮬러(영어: Charles Mattmueller)라는 이름으로 태어났으며, 마술을 할 때에는 저메인 더 위저드(영어: Germain the Wizard)라는 이름으로 활동하였다.